# ستيف بيركنز
ستيف بيركنز (بالإنجليزية: Steve Perkins)‏ (3 أكتوبر 1954 في المملكة المتحدة - ) هو لاعب كرة قدم بريطاني في مركز الدفاع. لعب مع تشيلسي وكوينز بارك رينجرز ونادي ويمبلدون ونادي ويلدستون لكرة القدم.

## وصلات خارجية
- ستيف بيركنز على موقع قاعدة بيانات كرة القدم.إي يو (الإنجليزية)